# Allium melanantherum
Allium melanantherum là một loài thực vật có hoa trong họ Amaryllidaceae. Loài này được Pancic mô tả khoa học đầu tiên năm 1883.